# 大正改訳聖書

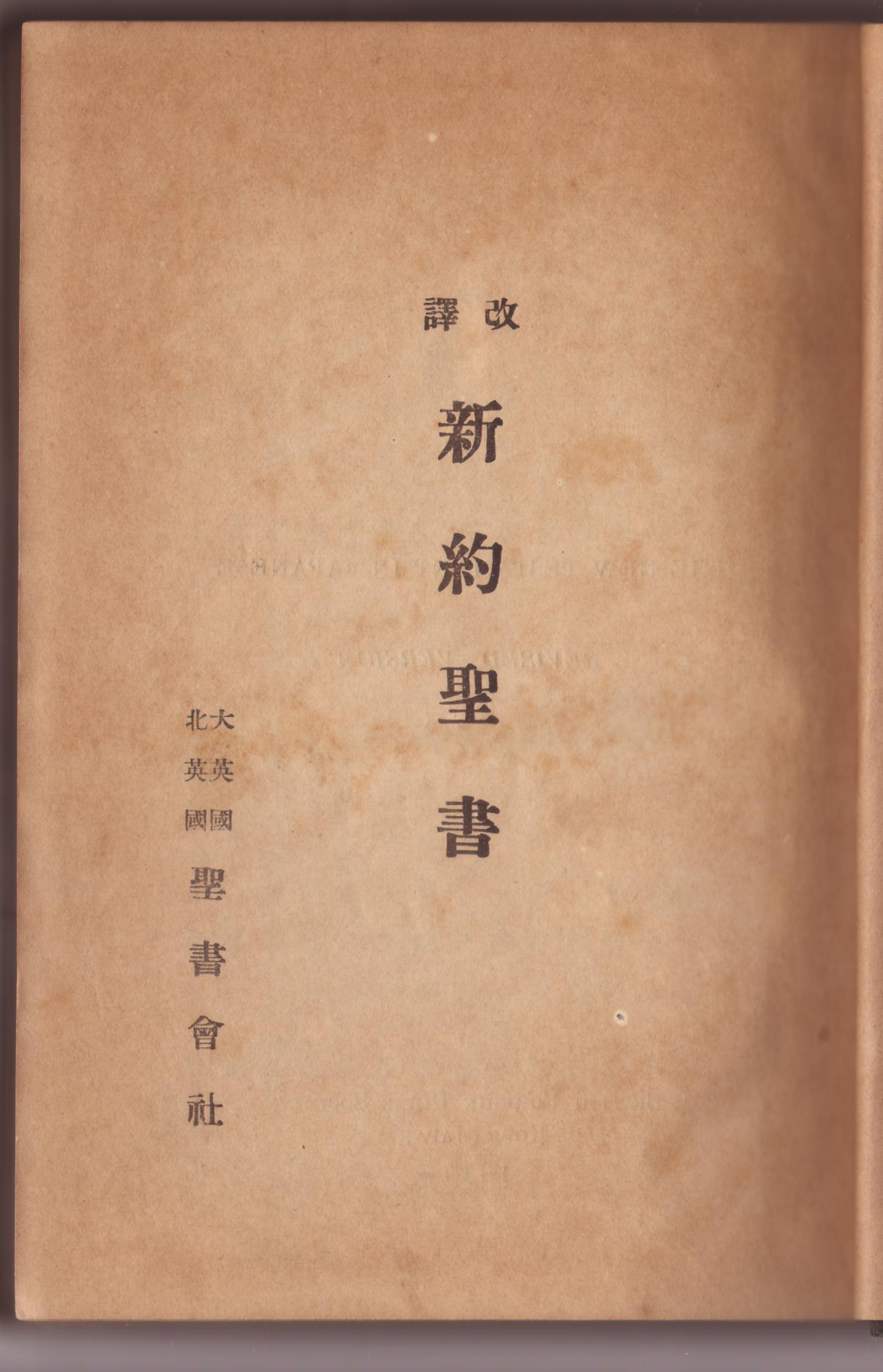
大正改訳の標題紙

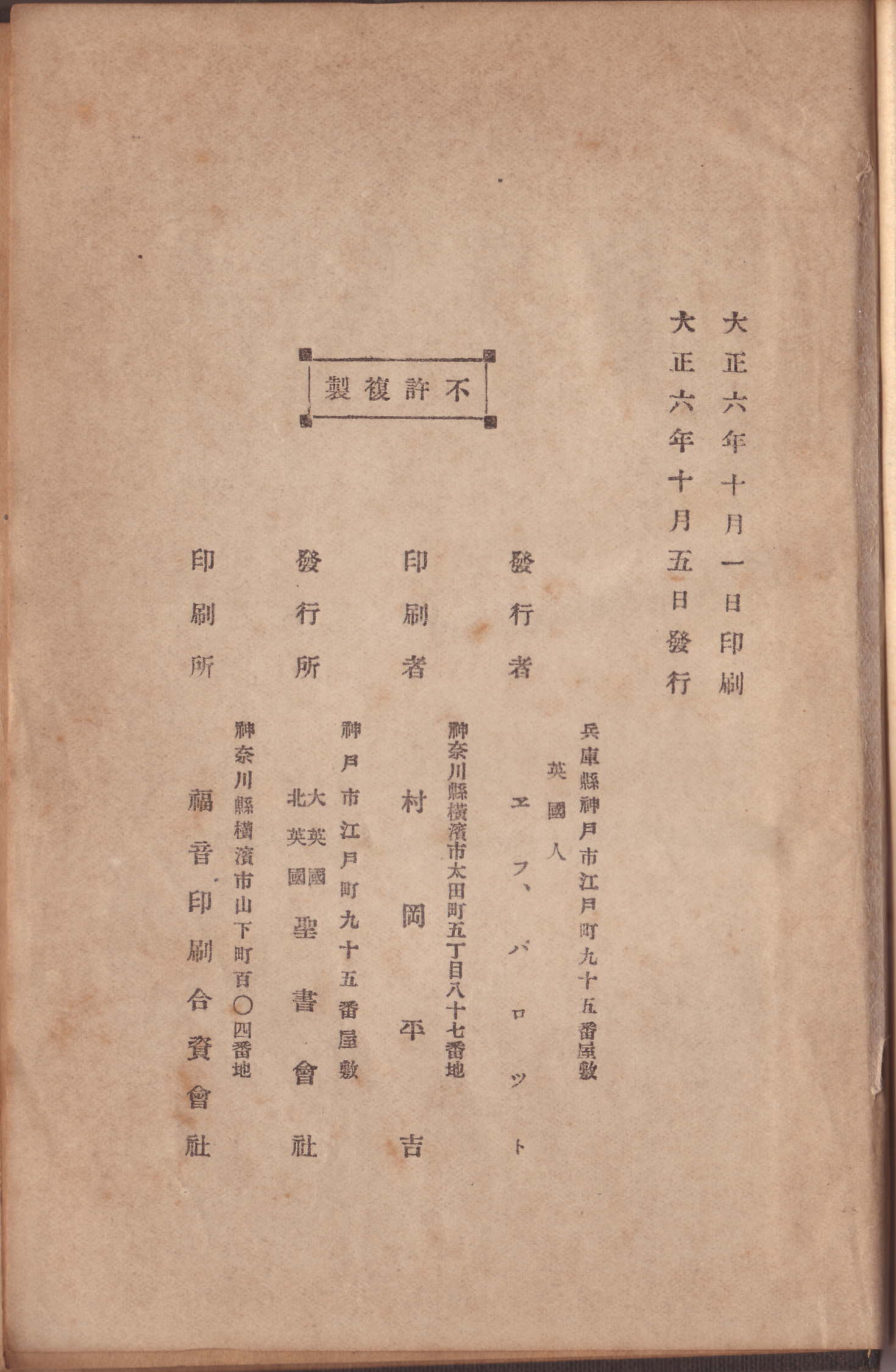
大正改訳の奥付

大正改訳聖書（たいしょうかいやくせいしょ）は、それまで用いられた明治元訳聖書を大正時代にプロテスタント宣教師たちが改訳した日本語訳聖書である。

## 概要
明治元訳聖書は英国外国聖書協会などによる初の本格的な日本語聖書出版であったが、その不備も当事者たちには認識されていた。特に、それまでの標準的な英語訳聖書であった欽定訳聖書にとって変わる改正訳が現れたことなどから、日本語訳聖書の改訳が行われた。新約聖書が1917年に『改訳 新約聖書』として出版され、これが大正改訳聖書と呼ばれている。旧約聖書も改訳作業が行われていたが、完成しないまま戦後になって方針が口語訳に転換された。したがって、大正改訳には旧約聖書は含まれていない。

## 経緯

### 幻の改訳
欽定訳聖書が1885年に改訂されて以来、日本語訳でも改訂の声が高まっていた。改訳の試みとして、警醒社がスポンサーになり、1905年（明治38年）に、聖書の改訳を試みたことがある。1905年5月11日、東京基督教青年会館で改訳のための最初の会合が開かれ、内村鑑三、植村正久、小崎弘道のキリスト教会の重鎮と、新進気鋭の聖書学者柏井園を加えた4名が集まった。警醒社は改訳の期間として3年を想定し、毎月150円の経費負担を約束した。そして、翌週5月18日から毎週木曜日に集まり、ヨハネ伝から改訳事業を始めた。7月6日には業同作業に不満を覚えた内村が辞意を表明する。翌週7月13日から夏休みになり、9月14日に再開するが、小崎が渡米中で、内村、植村、柏井の3人で会合を持つが、11月6日付けで内村が植村に脱退の手紙を送り、翌1月10日に改めて3人に病気を理由に辞退届を送り、事実上改訳会は解散した。

### 教会同盟
1906年6月12日、東京で最初の新約聖書改訳常置委員会が開催された。委員はミッションの代表と米国と英国とスコットランドの聖書会社からなっていた。これにより、1910年1月11日に改訳委員会についての取り決めがなされた。
1. 委員会により、議長1名、書記2名、会計1名が任命される。
2. 初期のうち1名は日本人委員、1名は外国人委員とする。
3. テキストとしては英国聖書会社発行のネストレ版聖書を用い、問題箇所は改正英訳聖書 (Revised Version) を参考にし、ギリシア語のできる委員の3分の2によって決める。

そして、改訳委員の氏名として、チャールズ・デヴィソン (Charles S.Davison) 、ヒュー・フォス (Hugh J Foss) 、D・C・グリーン、チャールズ・ハリントン (Charles K.Harrington) 、別所梅之助、藤井寅一、川添、松山の8名が挙げられた。
日本のプロテスタントの親睦組織である福音同盟会は、聖書改訳の特別委員を本多庸一、星野光多の2人に委嘱する。2人は宣教師と米国・英国の聖書会社との交渉と改訳委員の選定にあたった。
1906年(明治39年)に福音同盟会は解散する。新たに、日本基督教会同盟を発足させるために最後の会合を行う。福音同盟会の会長により、本多庸一、星野光多、元田作之進、綱島佳吉、渡辺元の5名が選出される。
聖書改訳の計画は日本基督教教会同盟に引き継がれ、翻訳委員が選ばれた。1910年（明治43年）1月20日に松山高吉は英国聖書会社のパロットから委員就任の依頼を受ける。
3月12日に東京基督教青年会館で改訳委員会の第1回会堂が開催され、D・C・グリーン、ジョン・ダンロップ (John G.Dunlop) 、ヒュー・フォス、別所梅之助、松山高吉の5人が出席した。柏井園は辞退する。
3月14日には第2回の会合では、ヘンリー・ルーミスが4月から出席することと、川添万寿得と藤井寅一が追加された。C・デヴィソンとC・ハリントンも加わる。第2回会合で松山高吉が改訳について10箇条になる意見を述べた。それは、4月13日に改訳委員会によりほぼ了承された。
翻訳のために採用されたギリシア語の原典はネストレ版の原典かウェストコット＝ホルト版 (Westcott and Hort) に加えて、英語の「改訂訳」 (Revised Version) を参考にしたと言われる。

### 改訳作業
改訳の作業は1910年（明治43年）3月から行われた。改訳の作業は、まず分担して下訳が作成され、小委員会の中でそれぞれを通して2、3回の検討が加えられ、最後に全体で決定する手順で行われた。小委員会は最初は委員の私宅や霊南坂教会で行われ、最終的に青山学院で行われた。小委員会は連日開催されたので、小委員会の継続のために委員のメンバーは専従になり俸給が支払われた。
最初に改訂されたのは『マコ伝』で、完成した段階で試訳本として、聖書改訳委員会訳『マコ福音書』が印刷され、1911年（明治44年）6月22日、米国聖書会社、英国聖書会社から刊行された。これは、教会同盟委員本多庸一と星野光多の連盟による和文の序文と、翻訳委員グリーンの英文序文が付与されている。参考文献として、改正訳(Revised Version)、シェルシェウスキーの中国語訳聖書、ロシア正教会訳日本語聖書、ネイサン・ブラウン訳聖書、カトリック教会のラゲ訳などが記されている。改訳の特徴としては
- 敬語の増加とそれにともなう代名詞の減少（もともと和訳で代名詞はあまり必要ではない）。
- 歴史的現在形の使用による鮮明な表現

『マコ伝』について、左近義弼、三並良、杉浦貞二郎らが細かい学術的な批判を展開したが、別所梅之助が反論する。川添は『マコ伝』でいいとしたが、別所は『マルコ伝』が良いとする。この結果、最終的に改訳聖書では『マルコ伝』が採用される。
その後、1912年に藤井寅一が委員を辞退している。1913年（大正2年）のグリーンの死後、代わりに同志社大学教授のD・W・ラーネッドが委員に加わる。
1917年（大正6年）2月に7年の歳月をかけて完成し、1917年10月5日に『改訳 新約聖書』が刊行された。明治元訳の新約聖書から37年ぶりの改訳であった。

## 評価
明治元訳に比べて正確になったことに加えて、日本語として読みやすくなったことが評価されている。なによりもこの訳は教会外の人にも多く読まれ、日本におけるキリスト教理解に大きく貢献した。「目から鱗が落ちた」や「狭き門より入れ」のように日本語の成句として定着した言葉も多い。

## 委員

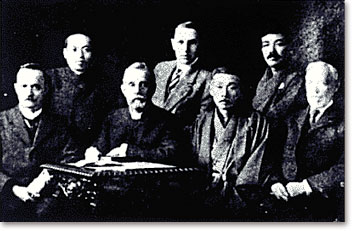
文語新約改訳委員のメンバー、左からC・K・ハーリントン、別所梅之助、H・J・フォス、C・S・デビソン、松山高吉、川添万寿得、ラーネッド

- H・J・フォス
- 松山高吉
- J・C・グリーン
- C・S・デビスン
- 別所梅之助
- C・K・ハーリントン
- 藤井寅一
- 川添万壽得